# باول ريتشارد
باول ريتشارد (بالإنجليزية: Paul Richard)‏ هو سياسي أمريكي، ولد في 1667 في نيويورك في الولايات المتحدة، وتوفي في 1756.